# Сераковский, Вацлав Иероним
Граф (с 1775) Вацлав Иероним Сераковский (пол. Wacław Hieronim Sierakowski; сентябрь 1700, Раба Выжна — 28 ноября 1780, Оброшино) — польский шляхтич из рода Сераковских герба Огоньчик, католический епископ Каменец-Подольский (1739—1742), епископ Перемышльский (1742—1760), архиепископ Львовский (1760—1780), барский конфедерат.

## Биография
Родился в дворянской семье Яна Сераковского, старосты Мшанского и Ольшовского, и его супруги Марианны, урождённой Рушковской (из рода шляхтичей Рушковских герба Побог). Учился на богословском факультете Краковской академии, иезуитских коллегиумах в Ловиче и в Риме; в Риме получил степень доктора обоих прав. В 1726 году в Кракове был поставлен во священники, 4 мая 1738 года в Кельце — во епископы, став титулярным епископом Цеструса. В 1738 году стал епископом Ливонским, в 1739 году Каменецким, в 1742 году — Перемышльским, в 1760 году — Львовским. Осуществил основательную перестройку и реставрацию католического кафедрального собора во Львове, являлся автором ряда богословских сочинений.
Принадлежал к числу создателей и сторонников Барской конфедерации. Покровительствовал Львовской академии, финансировал создание Астрономической обсерватории во Львове. За верность Австрии, в состав которой после Первого раздела Польши (1772) входил Львов, 16 июня 1775 года получил графский титул, который распространялся и на его близких и дальних родственников (братьев, племянников и др.).
Помимо дворца во Львове, пользовался летними дворцами-резиденциями в Дунаеве (не сохранилась) и в Оброшино (сохранилась). Скончался 25 октября 1780 года в епископском дворце в Оброшине под Львовом. Свои душеприказчиком он сделал своего племянника, профессора философии и богословия Львовской академии, иезуита Доминика Сендзимира (1728—1782). Согласно своей последней воле, архиепископ Сераковский был похоронен в католическом соборе Успения Пресвятой Богородицы во Львове. Сердце архиепископа было похоронено отдельно во Львовской церкви Девы Марии Снежной в Галицком предместье. Преемником Вацлава Иеронима Сераковского в должности епископа львовского стал Фердинанд Онуфрий Кицкий.

## Награды
- Орден Белого орла (1754).
- Королевский венгерский орден Святого Стефана (1775).